# Municipio de Armstrong (condado de Indiana)
El municipio de Armstrong (en inglés: Armstrong Township) es un municipio ubicado en el condado de Indiana en el estado estadounidense de Pensilvania. En el año 2000 tenía una población de 3.090 habitantes y una densidad poblacional de 31.7 personas por km².

## Geografía
El municipio de Armstrong se encuentra ubicado en las coordenadas 40°37′00″N 79°14′30″O / 40.61667, -79.24167.

## Demografía
Según la Oficina del Censo en 2000 los ingresos medios por hogar en la localidad eran de $35,213 y los ingresos medios por familia eran de $41,622. Los hombres tenían unos ingresos medios de $31,114 frente a los $19,875 para las mujeres. La renta per cápita de la localidad era de $17,772. Alrededor del 8,3% de la población estaba por debajo del umbral de pobreza.